# 百丈水库
百丈水库是中国四川省雅安市名山县百丈镇境内的一座水库，位于岷江流域南河支流临溪河上，建于1985年。水库正常库容为1960万立方米，集雨面积为53平方千米，海拔为691.86米。